# Chesneya elegans
Chesneya elegans là một loài thực vật nở hoa trong chi Chesneya được tìm thấy ở Thổ Nhĩ Kỳ.